# Hans-Hermann Hoppe
Hans-Hermann Hoppe (alemão: [ˈhɔpə]; Peine, 2 de setembro de 1949) é um filósofo e economista alemão-americano da escola austríaca. É professor emérito de economia na Universidade de Nevada, Las Vegas, tendo se aposentado em 2008. Obteve seu PhD na Universidade de Frankfurt Johann Wolfgang Goethe, na Alemanha.
Suas contribuições abarcam desde a ética - na qual fundamenta o direito natural a partir da teoria discursiva habermasiana - à economia - debatendo o conceito de bem público, passando pela política libertária e a apologia do direito privado como o único ético e eficaz. É autor, entre outros trabalhos, de Uma Teoria sobre Socialismo e Capitalismo e The Economics and Ethics of Private Property, onde defende um sistema bancário livre.

## Carreira acadêmica
Nascido em Peine, na antiga Alemanha Ocidental, Hoppe foi aluno da Universidade de Saarland, Saarbrücken, e da Universidade de Frankfurt.
Recebeu seu Ph.D. em filosofia em 1974, sob a orientação de Habermas, e depois fez Habilitação em Sociologia & Economia, em 1981 - todos pela Universidade de Frankfurt.
Lecionou em várias universidades alemãs, assim como no Centro Bolonha de Estudos Internacionais Avançados, em Bolonha, Itália.
Em 1986 mudou-se da Alemanha para os Estados Unidos, onde foi aluno de Murray Rothbard, com quem colaborou de forma assídua até a morte do mestre, em janeiro de 1995.
De acordo com uma postagem do seu blog, Hoppe participou de uma série de conferências organizadas por Lew Rockwell, Burt Blumert e Murray Rothbard, visando criar o que veio ser conhecido como paleo-libertarianismo.
Foi autor de vários livros e artigos amplamente discutidos. Desenvolveu uma ética da argumentação em defesa de direitos libertários, parcialmente baseada nas teorias da ética do discurso dos filósofos alemães Jürgen Habermas e Karl-Otto Apel.
Em 2005, Hoppe fundou a Property and Freedom Society (Sociedade da Liberdade e Propriedade).
Até dezembro de 2004, Hoppe foi editor do Jornal de Estudos Libertários.

## Teoria
Seguindo a tradição austríaca de Murray Rothbard, Hoppe analisou o comportamento do governo, usando recursos da teoria da Escola Austríaca. Definindo governo como o detentor do monopólio de jurisdição e taxação em dado território, e supondo não mais do que o próprio interesse dos funcionários do governo, predisse que eles usariam os privilégios do monopólio para maximizar sua própria riqueza e poder. Hoppe argumenta que há alto grau de correlação entre essas previsões teóricas e dados históricos.
Em Democracy: The God That Failed ("Democracia: O Deus que Falhou"), Hoppe compara monarquias dinásticas com repúblicas democráticas. Segundo o seu ponto de vista, na monarquia dinástica, o rei é como o dono do país porque seu poder passa de geração a geração de sua família, enquanto que um presidente eleito é como um zelador temporário ou inquilino. Ambos tem incentivo para explorar o país em seu próprio benefício. Mas o interesse do rei contra os cidadãos é contrabalançado pelo interesse de manter o valor do capital da nação a longo prazo, assim como o dono de uma casa tem interesse em manter o valor de seu capital, a casa, diferentemente do inquilino. Já os eleitos democraticamente têm o incentivo de pilhar o máximo possível de riqueza dos cidadãos produtivos.
Segundo a teoria de Hoppe, um monopólio não depende da participação no mercado, seja ela qual for. O monopólio se faz pelo bloqueio da entrada nos diferentes setores da economia. Dessa forma, monopólios não podem surgir no livre mercado, mas sempre resultam de políticas governamentais. Monopólios são um mal do ponto de vista dos consumidores porque os preços tendem a aumentar e a qualidade cai, ao contrário do que aconteceria em mercados completamente livres de coerção. Como Rothbard, Hoppe tem conjecturado que em um livre mercado, a competição privada faria com que as agências de defesa provessem melhor qualidade de proteção e resolução de conflitos do que existe atualmente, sob monopólio governamental.

## A controvérsia sobre a liberdade acadêmica
A teoria austríaca inclui o conceito de preferência temporal, isto é, o grau em que uma pessoa prefere consumir no presente no lugar de poupar para o futuro. Durante uma aula em seu curso "Moeda e bancos", Hoppe lançou a hipótese de que crianças, idosos e homossexuais tendem a poupar menos para o futuro por não terem filhos em geral. Um dos estudantes de Hoppe considerou seu comentário como ofensivo e baseado em uma opinião e não em um fato. Segundo o Chronicle of Higher Education:
Em uma de suas aulas, o senhor Hoppe disse que certos grupos de pessoas – que incluíam crianças, anciãos e homossexuais — preferem o consumo atual à poupança de longo prazo. 'Devido ao fato de geralmente não terem filhos', disse o senhor Hoppe, 'têm uma necessidade menor de olhar em direção ao futuro.' (Há não muito tempo, no Instituto Ludwig von Mises, Hoppe declarou: “Os homossexuais tem maiores preferências temporais, porque a vida termina quando morrem”.) O estudante, senhor Knight, considerou o comentário de Hoppe como injustificado e lamentável, e de imediato apresentou uma queixa às autoridades da universidade. Em uma entrevista telefônica, o senhor Knight disse: “Sinceramente fiquei escandalizado e consternado. Disse a mim mesmo: “De onde ele tirou essa maldita informação?” Fiquei surpreso e foi por isso que decidi alertar as autoridades da universidade sobre o que ele havia dito.
Os comentários de Hoppe suscitaram uma investigação que culminou em uma carta “não disciplinar” emitida em 9 de fevereiro de 2005, que o instruía a parar de apresentar opiniões como se fossem fatos objetivos”. A União Americana pelas Liberdades Civis (ACLU) concordou em representar Hoppe e ele foi defendido em um editorial do The Rebel Yell, o jornal dos estudantes da Universidade de Nevada, Las Vegas (UNLV).
Carol Harter, presidente da universidade, disse, em carta de 18 de fevereiro de 2005, que "a UNLV, de acordo com a política adotada pelo Colegiado de Regentes, infere que a liberdade outorgada ao professor Hoppe e a todos os membros da comunidade acadêmica implica a responsabilidade acadêmica correspondente. No equilíbrio entre liberdades e responsabilidades, e onde houver ambiguidades entre ambas, a liberdade acadêmica deve, no limite, prevalecer". A carta “não disciplinar” foi retirada de seu arquivo. O pedido de Hoppe de um ano sabático não foi aceito.

## Crítica

### Imigração
Os pontos de vista de Hoppe sobre a imigração, que não incluem libertarianismo como dependente de fronteiras abertas, têm sido controversos dentro do movimento. Walter Block apresentou argumentos contra a posição de Hoppe sobre a imigração, em um artigo de 1999, "A Libertarian Case for Free Immigration".
Hoppe respondeu aos seus oponentes comentando suas opiniões em notas de rodapé de seu artigo Natural Order, the State, and the Immigration Problem (Ordem Natural, o Estado, e o Problema da Imigração).
Sua crítica é baseada numa derivação sintética de propriedade privada, partindo da ação humana e seus valores subjetivos. Num conflito de propriedade, segundo o economista, tais valores inferem racionalidade e, com tal racionalidade, é justificada a autopropriedade, pois a pessoa luta por si (essa é a justificativa da praxeologia de Ludwig Von Mises pelo sintético a priori). Pela autopropriedade justifica-se a proteção jurídica absoluta da propriedade privada, segundo Hoppe, e, com isso, ele elaborou a tese de que uma sociedade privada e conservadora não deveria ser obrigada a admitir aqueles que poderiam subverter seus costumes, aplicando a remoção física: nada mais que impedir certos indivíduos de entrar em sociedade pela soberania da propriedade privada (cada dono de propriedade não deveria ser obrigado a aceitar um indivíduo que não aceitasse, podendo expulsar ou impedir sua passagem). Essa derivação da ordem jurídico-natural de propriedade privada é a visão cultural hoppeana do anarcocapitalismo, por isso as diversas críticas à imigração em Hoppe.

## Obras

### Livros
- Eigentum, Anarchie und Staat: Studien zur Theorie des Kapitalismus, (1987),[16]
- Uma Teoria sobre Socialismo e Capitalismo, (1989),[12][17]
- De-Socialization in a United Germany, (1991),[18]
- Economics and Ethics of Private Property, (1993),[19][20]
- A Ciência Econômica e o Método Austríaco, (1995),[11][21][22][23][24]
- The Libertarian Case for Free Trade and Restricted Immigration, (2001),[25]
- The Myth of National Defense: Essays on the Theory and History of Security Production, (2003),[26]
- Democracia, o Deus que Falhou, (2001),[27][28][29][30]
- Sozialismus oder Kapitalismus: Gedanken zur Gestaltung und Entwicklung der menschlichen Gesellschaft, (2005),[31]
- The Private Production of Defense, (2009),[32]
- Demokracie, Anarchie a Omyly Ekonomie, (2009),[33]
- Monarquía, Democracia y Orden Natural: Una Visión Austriaca de la Era Americana, (2013),[34]
- Kritik der kausalwissenschaftlichen Sozialforschung: Untersuchungen zur Grundlegung von Soziologie und Ökonomie, (2013),[35]
- From Aristocracy to Monarchy to Democracy: A Tale of Moral and Economic Folly and Decay, (2014),[36]
- A Short History of Man: Progress and Decline, (2015),[37]
- Uma Breve História do Homem: Progresso e Declínio, (2015),[38][39]
- O Que Deve Ser Feito, (2017),[40]

### Artigos
- On the Ultimate Justification of the Ethics of Private Property
- In Defense of Extreme Rationalism: Thoughts on D. McCloskey's The Rhetoric of Economics
- Symposium: Breakthrough or Buncombe?
- Small is Beautiful and Efficient: The Case for Secession
- My Battle with the Thought Police